# Tiuleń
Tiuleń (ros. Тюлень) – rosyjski okręt podwodny typu Morż z okresu I wojny światowej, wchodzący w skład Floty Czarnomorskiej, służący w latach 1915–1924.

## Historia
Stępka pod budowę okrętu została położona 25 czerwca 1911 r. w Zakładach Metalowych w Mikołajowie. Zwodowano go 19 października 1913 r. Nazwa "Tiuleń" oznaczała po polsku: foka.

## Służba
Do służby we Flocie Czarnomorskiej wszedł 26 lutego 1915 r. Uczestniczył w I wojnie światowej. Prowadził działania na nieprzyjacielskich szlakach komunikacyjnych u brzegów Turcji i Bułgarii. Zatopił 5 statków parowych i 25 żaglowców, w tym w maju 1915 r. barkę "Tahiv", zaś 26 października 1916 r. kabotażowy parowiec "Tursen" (150 ton). 3 sierpnia 1915 zatopił torpedą statek "Zonguldak" (1545 BRT) płynący w konwoju. 1 kwietnia 1916 storpedował węglowiec "Dubrovnik" (4238 BRT), opuszczony i dobity później przez okręt podwodny "Morż". 24 kwietnia 1916 uszkodził artylerią bocznokołowy prom "Resanet" (230 BRT) (płonący osadził się na brzegu, później wydobyty). 29 lipca 1916 uszkodził prom "Hale" (298 BRT) pływający na Bosforze, który wyrzucił się na brzeg (później podniesiony, nienaprawiony), a następnie zaatakował prom "Neveser" (287 BRT), który uciekając wyrzucił się na brzeg. Ponadto okręt podwodny "Tiuleń" zdobył 3 statki jako zdobycz wojenną, m.in. 21 października 1916 r. po pojedynku artyleryjskim zdobył koło Kefken Ada uzbrojony parowiec "Rodosto" (3662 BRT) i przyprowadził do Sewastopola. 6 października 1917 zdobył statek "Mahi" (1211 BRT).
16 grudnia 1917 r. załoga okrętu przeszła na stronę bolszewików. 1 maja 1918 r. w Sewastopolu przejęli go Niemcy, zaś 24 listopada tego roku interwenci brytyjsko-francuscy.
3 maja 1919 r. banderę na okręcie podnieśli biali gen. Denikina. Okręt wszedł w skład Floty Czarnomorskiej Białych. 14 listopada 1920 r., podczas ewakuacji wojsk z Krymu, przepłynął do Konstantynopola, a stamtąd 29 grudnia tego roku do Bizerty, gdzie został internowany przez Francuzów. 29 października 1924 r. władze francuskie zwróciły go formalnie Sowietom, ale z powodu umów międzynarodowych okręt nie został przekazany, zaś pod koniec lat 20. oddany na złom.

## Dowódcy
- P. S. Baczmanow
- M. A. Kiticyn
- A. I. Kamliuchin
- M. W. Markow
- G. M. Krauze
- M. J. Kraft
- W. W. Pogorecki
- M. W. Koliow·
- S. W. Offenberg
- P. L. Afanasjew